# Оборонно-промисловий комплекс Білорусі
Військо́во-промисло́вий ко́мплекс Білору́сі (ВПК Білорусі) — галузь військового виробництва (ОВТ) Білорусі.
У радянський час у БРСР працювало понад 100 підприємств, переважно радіоелектронної промисловості та приладобудування. Білоруська економіка була складовою частиною народного господарства СРСР, більшість функціонально завершених зразків бойової техніки вироблялося на території Російської Федерації.
Після розпаду СРСР Білорусь зуміла зберегти матеріально-технічну базу для підтримки озброєння в боєздатному стані, а виробники чуйно утрималися від суцільної конверсії, провели необхідні реформи, завдяки яким спад загального обсягу виробництва був несуттєвий. Білоруські підприємства ВПК змогли адаптуватися до нових економічних умов: до 70 % продукції призначається для експорту і насамперед до Росії. Водночас у модернізації білоруського парку озброєнь беруть участь і російські підприємства (близько 200), розвивається військово-технічне співробітництво з українською стороною.
Найбільшого прогресу ВПК Білорусі вдалося досягти у напрямку розробки та створення перспективних автоматизованих систем управління військами, цифрових картографічних систем, прицільних комплексів для танків і бойових машин піхоти, базових шасі під монтаж різних комплексів військового призначення, розвідувально-диверсійних машин, навігаційно-пілотажних систем, а також сучасної елементної бази: інтегральних мікросхем і інших напівпровідникових елементів.
Успішно йде модернізація військової техніки, що знаходиться на озброєнні білоруської армії та армій інших країн світу. Серед модернізованих зразків військової техніки слід зазначити багатофункціонального винищувача МіГ-29БМ та Су-27БМ1, вертоліт Мі-8МТКО1, систему залпового вогню «Град» на базі шасі «МАЗ» («Белград»), пересувний пункт управління і наведення винищувальної авіації, транспортно-заражальна машина, обчислювальні комплекси спеціального призначення, автоматизована система обробки польотної інформації «Двіна-М», прицільні пристосування до стрілецької зброї, повнопривідний автомобіль підвищеної прохідності «МАЗ» з колісною формулою 4×4 вантажністю 6 т, засоби радіоелектронної протидії, спеціальна техніка прикордонних військ, тренажерні комплекси різного призначення, імітаційні засоби для навчання та підготовки розрахунків і фахівців Збройних сил.
Білорусь може випускати військову техніку, тільки базуючись на тих моделях, які сьогодні обслуговує і модернізує. Це вертольоти Мі-8 і Мі-24, танки Т-64 і Т-72, різні моделі бронетранспортерів і бойових машин піхоти, винищувачі МіГ-29 і Су-27. Білорусь виробляє безліч різноманітних комплектувальних і компонентів для військової техніки, але не так багато закінчених виробів — це радари («Схід-Е»), легкий розвідувальний танк 2Т «Сталкер», переносний протитанковий ракетний комплекс «Скіф», мобільний зенітно-ракетний комплекс (ЗРК) «Стилет» (спільно з Україною), ряд моделей безпілотників. «Щодо білоруським» можна назвати танк Т-72Б — білоруський варіант глибокої модернізації класичного радянського танка Т-72
Практично вся номенклатура озброєння і техніки сучасної армії (понад 4 тисяч найменувань) може бути відремонтована на білоруських підприємствах, що робить Білорусь привабливим партнером по військово-технічному співробітництву для багатьох країн світу.
Слабким моментом [ракетного виробництва Білорусі] є, вказує експерт Поротников, необхідність імпорту із західних країн частині мікросхем для радіоелектронного обладнання ЗРК. Щодо Білорусі діють обмеження на постачання такої продукції. «Але це питання вирішується шляхом організації контрабандних поставок».